# SN 2004co
SN 2004co – supernowa typu Ia odkryta 17 kwietnia 2004 roku w galaktyce PGC2187969. W momencie odkrycia miała maksymalną jasność 17,40m.